# Alan H. Monroe
Alan H. Monroe (ur. 22 kwietnia 1903, zm. 26 stycznia 1975) – amerykański psycholog, profesor Purdue University w stanie Indiana. Autor Umotywowanej Sekwencji Monroego – ustrukturyzowanego sposobu konstruowania wypowiedzi, bazującego na badaniach psychologii perswazji, opracowanego w roku 1935.